# Mozes Brandon Bravo
Mozes Brandon Bravo ook Bram Brandon Bravo (Amsterdam, 23 november 1906 – aldaar, 25 mei 1973) was een Joodse kleermaker die in de Tweede Wereldoorlog samenwerkte met de Duitse bezetter. Hij verraadde Joodse gezinnen en infiltreerde in verzetskringen. Door zijn activiteit als V-Mann verloren, voor zover bekend, acht mensen het leven.
Brandon Bravo was de zoon van een diamantbewerker. Hij groeide op in Amsterdam en werkte in Duitsland, België, Italië en Zwitserland. Begin 1932 ging hij als kleermaker te Den Haag failliet, maar op 15 februari werd het faillissement opgeheven wegens gebrek aan baten.

## Tweede Wereldoorlog
In het begin van de Tweede Wereldoorlog woonde Brandon Bravo te Leiden. Na de Meidagen richtte hij hier op instigatie van zijn zwager Aron Polak een plaatselijke afdeling op van het Legioen van Oud-Frontstrijders (LOF). De leden, veelal studenten, plegen sabotage tegen de bezetter. Eind 1940 werd een groot aantal leden gearresteerd; achttien van hen werden in januari 1941 gefusilleerd.
In maart 1941 nam Brandon Bravo contact op met Louis d'Aulnis, die hem niet vertrouwde. Via diens vriend Hans Fles kwam hij in contact met Bob Schreiner. Er zouden plannen worden gemaakt om naar Engeland uit te wijken. In de woning van Brandon Bravo werden deze plannen verder besproken. Uit geen van de na de oorlog afgelegde verklaringen bleek overigens dat Brandon Bravo van plan was zelf mee te gaan. In de groep zaten ook Jacques van Dooremaalen, Henk Kooistra, Lorent Meerman, en zijn zwager Aron Polak. De Leidse koopman Jan de Jong had voor hen bij scheepswerf Kerkvliet in Warmond een motorsloep gekocht. Er zouden negen mensen mee kunnen en bij de bespreking waren ook helpers aanwezig.
Op 2 april of 3 april 1941 zou de groep vertrekken, vanaf het rijtjeshuis Watersteeg 10 waar Brandon Bravo destijds zou hebben gewoond. De groep werd echter verraden door hun helpers, de 32-jarige Noordwijkse elektricien Piet Rothert, en Jan de Jong, die als V-Männer voor de Sicherheitsdienst werkten. De Sicherheitsdienst deed een inval, vond een pistool in het naaimandje van mevrouw Brandon Bravo en arresteerde Fles, Polak en Brandon Bravo. De anderen waren er nog niet. Schreiner was toevallig te laat. Op straat kwam hij Rothert tegen, die hem waarschuwde niet naar Brandon Bravo's huis te gaan. Schreiner en Kooistra doken onder. Van Dooremaalen, Habernehl, Van Dalen en Meerman werden op 2 mei gearresteerd; Polak op 8 mei. De laatste werd half augustus naar Groß-Rosen gestuurd, alwaar hij in december 1941 overleed. Hans Fles overleed in Oranienburg.

## V-Mann
Na zijn arrestatie werd Brandon Bravo naar het Oranjehotel in Scheveningen overgebracht. Op 18 augustus 1941 werd hij door een Duitse rechtbank tot tien maanden gevangenisstraf veroordeeld wegens verboden wapenbezit. Hij zat zijn straf uit in het Oranjehotel, en maakte daar eind januari 1942 kennis met Willem Pasdeloup, een lid van de Ordedienst. Deze was in de nacht van 17 op 18 januari 1942 in een bunker te Scheveningen gearresteerd bij een mislukte poging van de groep rond Erik Hazelhoff Roelfzema om de verzetsman Frans Goedhart en de politicus Herman Wiardi Beckman op het strand van Scheveningen af te halen in het kader van Contact Holland. Pasdeloup vertrouwde Brandon Bravo na verloop van tijd toe dat de Gestapo bereid was hem te helpen ontsnappen. Brandon Bravo vertelde dit door aan de onderdirecteur van de gevangenis, die dit meldde aan Joseph Schreieder. Deze was van plan om Pasdeloup zogenaamd te laten ontsnappen en hem als V-Mann in de OD te laten infiltreren. Hij zag dit plan nu door de loslippigheid van Pasdeloup doorkruist, en stelde zijn collega Bruno Wolf van de Gestapo voor om de hele zaak maar af te blazen. In plaats daarvan benoemde Wolf zowel Pasdeloup als Brandon Bravo tot V-Mann.
Op 18 april 1942 lieten de Duitsers beiden zogenaamd ontsnappen uit het Oranjehotel. Brandon Bravo had een persoonsbewijs gekregen op naam van Benjamin Marchie uit Verona. Hij hielp Pasdeloup bij het aan de Sicherheitsdienst uitleveren van diens collega's uit de Ordedienst. Op 5 mei 1942 speelden zij onder andere Pim Boellaard in Duitse handen. Boellaard wist vanuit de gevangenis voor Pasdeloup, te waarschuwen. Deze werd in januari 1943 door het verzet geliquideerd.
Brandon Bravo probeerde onder de naam van Sieg Vaz Dias contact te leggen met Aart Alblas, en trachtte de OD te infiltreren via Hanna Kohlbrugge. Zij was de oudere zuster van Hebe Kohlbrugge die met OD-commandant Six samenwerkte. Het lukte hem niet om contact te leggen met Six of kapitein J.C. Bührmann.
In oktober 1943 werd in het Signalementenblad de identiteit achter 'Benjamin Marchie' onthuld, waarop Brandon Bravo een nieuwe identiteit kreeg; voortaan heette hij Manrico Bandigiatti. Hij hielp hierna bij het oprollen van verzetsgroepen in Friesland en Groningen. In februari 1944 vestigde hij zich met zijn gezin in Dalen waar voor hem een woning was gevorderd. In Drenthe werkte Brandon Bravo voor het Einsatzkommando-Harders, de Landwacht, en de Landstorm Nederland; bij deze laatste organisatie onder de codenaam 'Bertoni'.
Dalen werd op 7 april 1945 door lichtbewapende troepen van het Belgische regiment van Special Air Service bereikt en werd twee dagen later bevrijd. Brandon Bravo zou toen door de Poolse commandant van een bren carrier-groep van de 1e Poolse Pantserdivisie tot plaatselijk hoofd van de Politieke Opsporingsdienst (POD) zijn benoemd. Kort daarop dook hij in Coevorden op als lid van de Binnenlandse Strijdkrachten, maar op 18 april werd hij door de Canadese Field Security gearresteerd en in Kamp Westerbork opgesloten.

## Veroordeling
Op 7 oktober 1949 stond Brandon Bravo terecht voor het Amsterdams Bijzonder Gerechtshof. Besproken werden onder andere zijn verraad van Pim Boellaard, zijn infiltratiepogingen in de OD, verraad van een Joods echtpaar in Haarlem, en hoe hij 800 gulden in ontvangst nam voor persoonsbewijzen die hij vervolgens niet leverde. Brandon Bravo bleef volhouden dat hij een goed Nederlander was. Hij had inderdaad voor de S.D. gewerkt, maar zou de mensen die slachtoffer werden altijd hebben gewaarschuwd.

Een week later stond hij opnieuw terecht. Getuigen bevestigden toen dat Brandon Bravo verschillende Nederlanders had gewaarschuwd dat zij door de S.D. werden gezocht. Ook zou hij zich in 1944 als V-Mann bekend hebben gemaakt. Volgens zijn verdediger hadden de opdrachten van de S.D. aan zijn cliënt niet veel resultaat opgeleverd.
Brandon Bravo werd op 28 oktober 1949 tot 18 jaar celstraf veroordeeld. Er was 20 jaar geëist. Het Hof oordeelde dat Brandon Bravo niet slechts collaborateur was; hij had ook meermalen belangrijke inlichtingen aan het verzet verstrekt. In hoger beroep werd de straf verlaagd tot 15 jaar. Hij werd in september 1954 voorwaardelijk in vrijheid gesteld.
Piet Rothert werd na de oorlog ter dood veroordeeld; Jan de Jong was tijdens de oorlog al door het verzet geliquideerd.

## De Oranje Koerier
Volgens het standaardwerk De ondergrondse pers 1940-1945 van Lydia Winkel heeft Brandon Bravo ook de groep rond het Maastrichtse illegale blad De Oranje Koerier geïnfiltreerd. Deze groep werd op 28 november 1941 opgerold. Brandon Bravo zat op dat moment echter in het Oranjehotel gevangen. Volgens andere bronnen was Andreas Engwirda de infiltrant. Mogelijk heeft Winkel Mozes Brandon Bravo verward met de joodse verrader Isidoor Brandon.

## Persoonlijk leven
Mozes Brandon Bravo was een van de zes kinderen van de diamantbewerker David Brandon Bravo en Hanna de Vries, diens tweede echtgenote. Na hun echtscheiding hertrouwde Brandon Bravo senior nog tweemaal. Mozes Brandon Bravo heeft dus verschillende stiefmoeders gehad. Drie broers van Mozes (Isaac, Salomon en David) overleden in Sobibor en Jacob overleed in Auschwitz. Hijzelf en zijn zuster overleefden de oorlog.
Brandon Bravo zou in totaal zeven kinderen hebben gehad, bij drie verschillende vrouwen. Hij overleed op 66-jarige leeftijd.